# 汉堡火车总站
汉堡火车总站（德語：Hamburg Hauptbahnhof）是德国最重要的铁路枢纽之一；其2018年的日均旅客到发量为550,000人次，是德国铁路最繁忙的长途车站，也是仅次于巴黎北站的欧洲第二大铁路车站。整个车站范围是由彼此相连的中央大楼和地上轨道设施、以及在地下由汉堡高架铁路运营的地铁站火车总站北和火车总站南，连同汉堡快铁运营的定向月台所共同组成。车站是德铁车站及服务辖下最高级别的21座一等站之一。根据前铁路总裁顧儒伯的报告，若根据十二个月台上长途和区域客运的每日交通量来衡量，它是德国铁路网络中最大的“瓶颈”。自2010年以来，车站的轨道负荷已严重超限。
这座配备島式月台的通过式车站坐落在汉堡中区，它始建于1904年，以取代各铁路公司此前分散经营的各尽头式车站，并于1906年12月6日投入运营。

## 方位
汉堡火车总站地处汉堡内城东缘的中央。它位于汉堡市政厅东北约800米处，距离易北河、即汉堡港设施的直线距离约600米，而距离内/外阿尔斯特河则仅有450米。低位的轨道系统建在前汉堡城墙和老石门墓园的原址上，大致沿着从汉堡至东部近郊圣格奥尔格之间的旧防御工事伸展。如今，车站周边的市分区边界已将其完全纳入了汉堡-圣格奥尔格区。
从车站的东侧出口可以进一步深入该分区，那里有哈赫曼广场/海蒂·卡贝尔广场和毗邻的奥索格剧院以及位于基兴大道（Kirchenallee）的德国演艺剧院，往石门广场方向则有漢堡工藝美術館和汉堡中央巴士站（ZOB）。西侧出口穿过对面的街道铸钟匠坝/石门坝便直接来到汉堡-老城分区，那里有购物街蒙克贝格街和步行街斯皮塔勒街，以及位于火车总站西北侧的汉堡美术馆。
在长途铁路网络中，汉堡火车总站是连接北部（基尔、丹麦、叙尔特岛）、东北部（吕贝克、什未林、罗斯托克）、东部（柏林、布拉格）以及南部/西南部（汉诺威、不来梅）的枢纽。

## 建筑风格

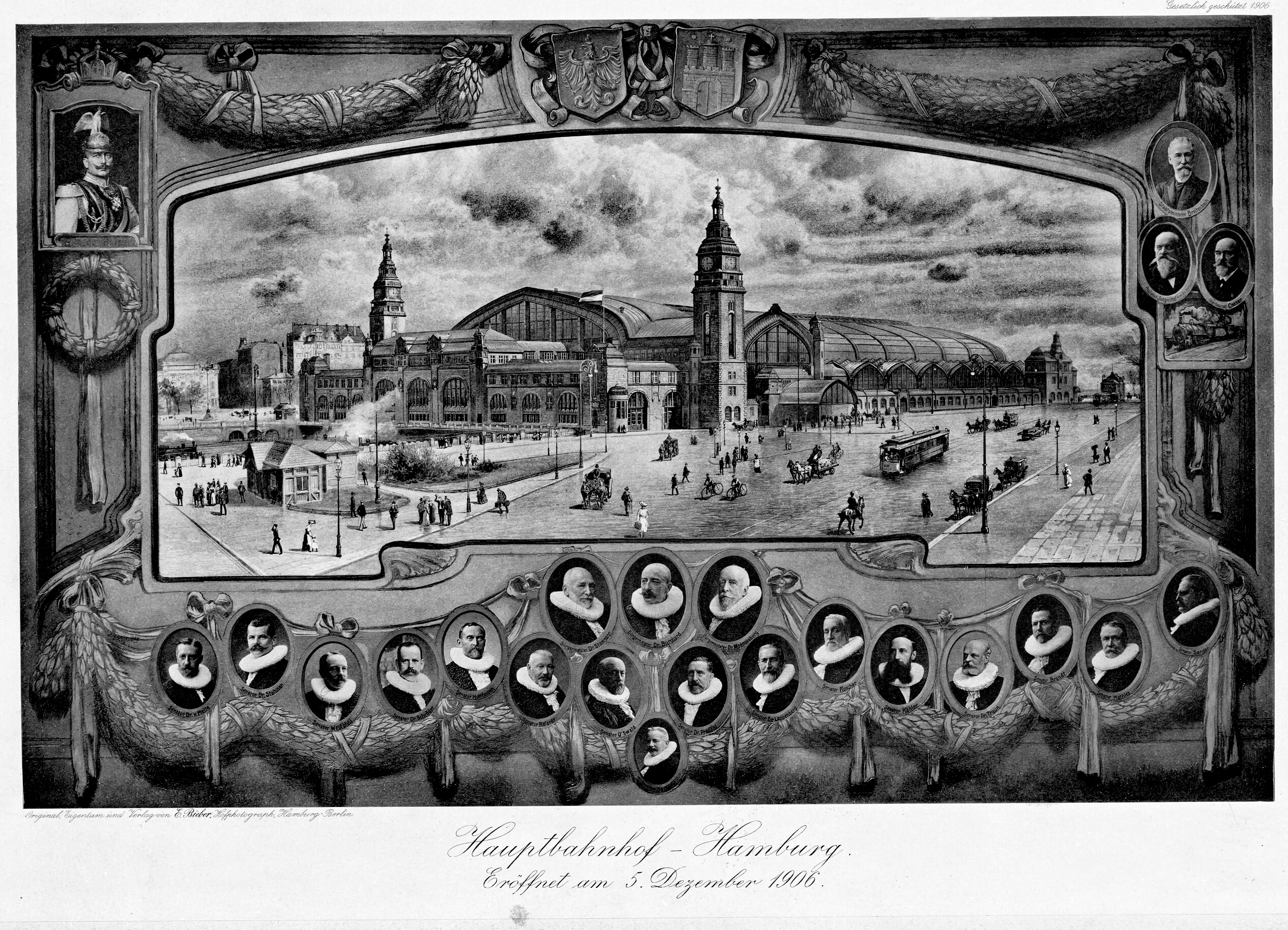
描绘1906年开业的图片

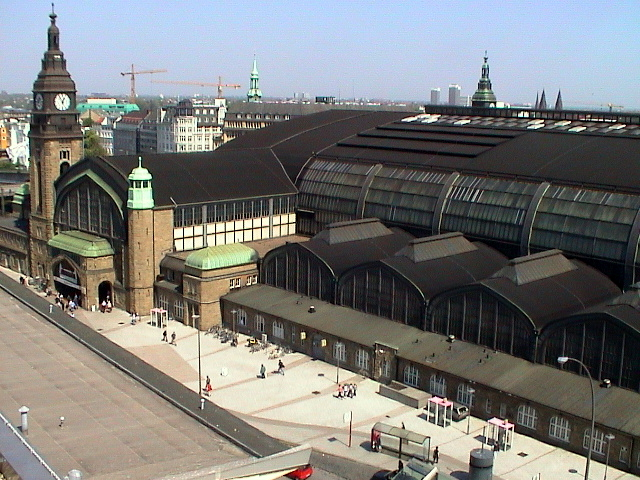
火车总站西侧建筑

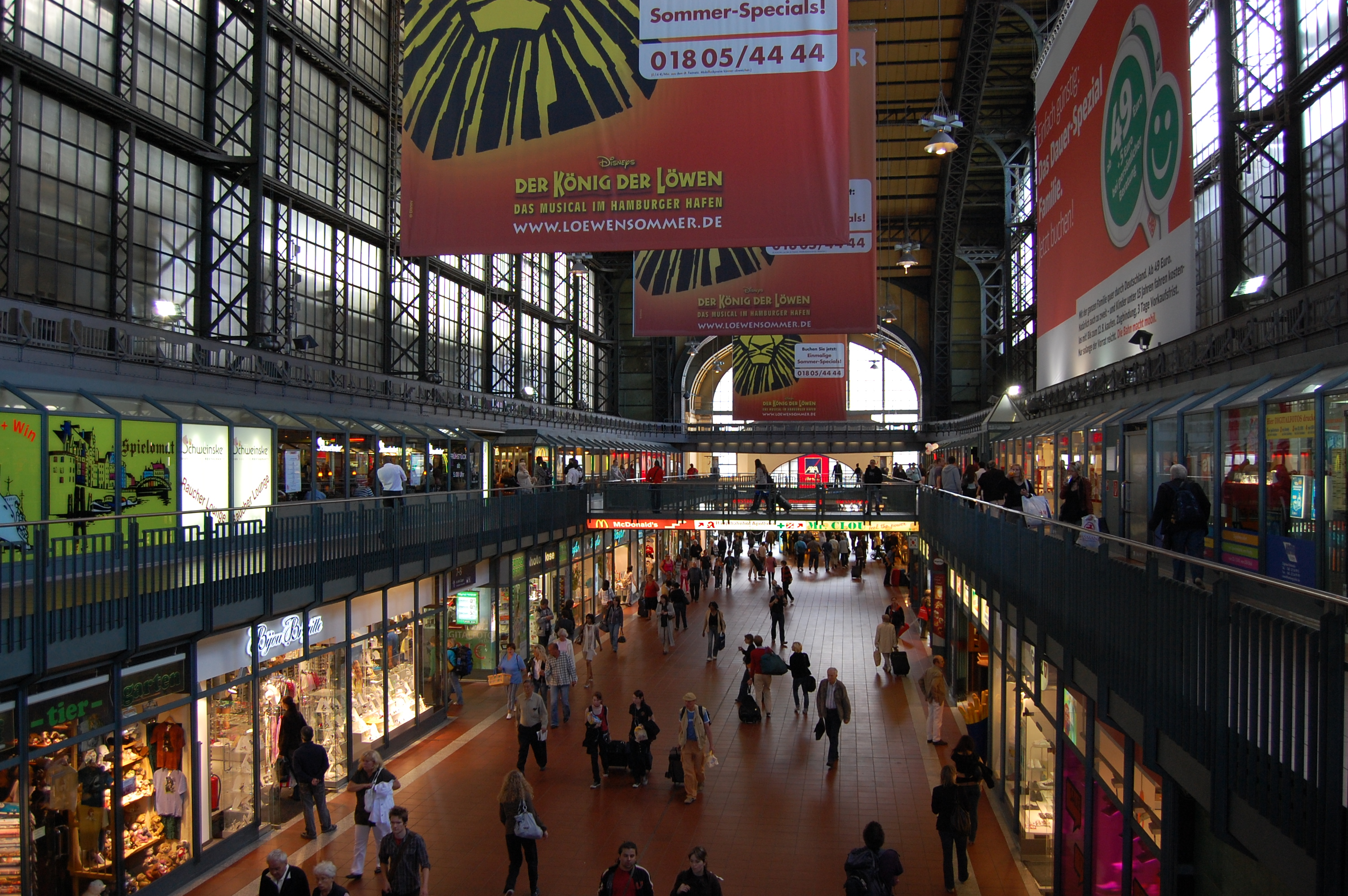
漫游大堂

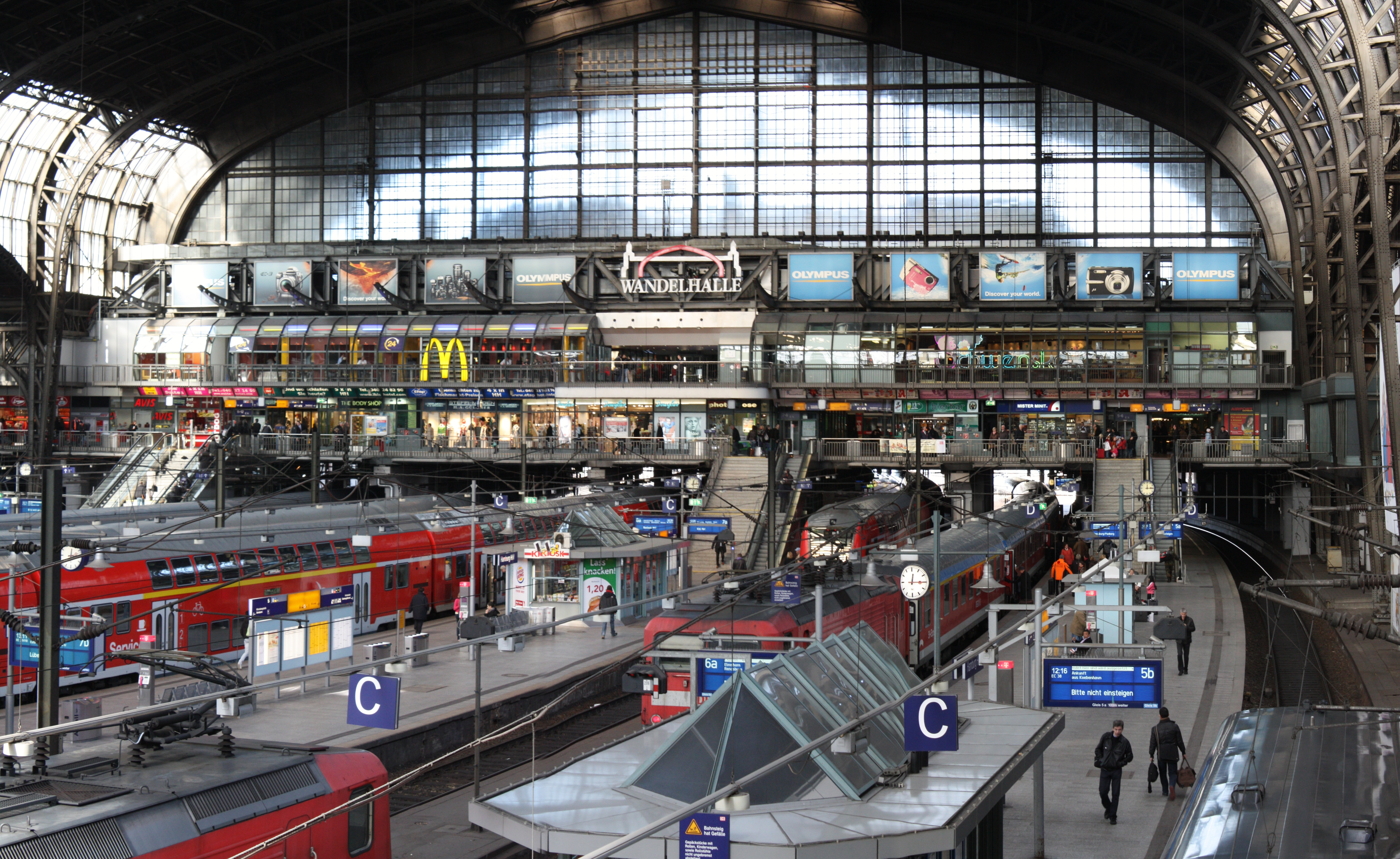
月台大堂，南吊桥视角

对于车站的代表性设计，当局于1900年发起了一项建筑设计竞赛，并由来自夏洛滕堡的建筑师海因里希·莱因哈特和格奥尔格·聚森古特获胜。然而，德皇威廉二世却将他们的首份草案评价为“简陋”，必须对其进行修订。车站的技术方案则来自恩斯特·穆勒。

### 大堂及接待楼
随后的修订计划更加雄伟，并从外观上强调了月台大堂的73米跨度。整个大堂长150米，宽114米，有37米高。接待楼的两侧为两座45米高的塔式建筑，其正方形的横截面是利用一条桥梁和横跨月台大堂北侧“北吊桥”（Nordsteg）来建造的。在大堂的南端，较窄的“南吊桥”（Südsteg）是作为人行桥横穿轨道，而与之相连、位于车站外部石门坝上较宽的公路桥则充当了蒙克贝格街和阿登纳大道间的最短链路。大堂被认为是成功借鉴了1889年巴黎世界博览会的机械廊样式。车站被建立在800根钢筋混凝土桩上，是北德地区首批使用钢筋混凝土桩的大型建筑之一。其地基是在1902年由来自斯特拉斯堡的“水泥-铁结构工程局”（爱德华多·齐布林）所打下。
第二次世界大战期间，汉堡火车总站于1941年获得了一个彩绘木结构样式的伪装罩，这使得来袭的盟军轰炸机编队难以测定方位。尽管采取了这种措施，它还是在1941年11月和1943年7月（蛾摩拉行动）的大轰炸中遭到严重破坏，所以当1945年战争结束后，甚至出现了拆除和新建的讨论。然而，当局还是决定保留旧建筑，并在初期进行一些临时修复。修复工作于1948年货币改革之后完成。至1970年代，该建筑终于得到全面修缮。
随着1969－1975年间，汉堡城市快铁在大堂东侧建设隧道车站，东侧的侧向延伸部分被拆除，北吊桥（“漫游大堂”）也进行了翻新。

### 隧道设施
位于轨道层地下、与南吊桥相平行的设施被称为“南吊桥隧道”。它被设计为铁路月台和地铁站火车总站南（U1/U3线）之间的旅客提供地下直达连接。其通往两个快铁月台的入口于1991年末至1992年初关闭，原因是那里经常出现酗酒和吸毒者。
经由处女堤至圣保利栈桥的快铁隧道（1979年延长至阿尔托纳）终点设于车站大堂的北侧，采用部分地下、部分地上的穿入式结构。与此关联的是建于车站大堂东侧的一座平行复线隧道车站，它设有岛式月台供北行快铁列车使用，于1981年投入运营。在隧道车站南出口的上方则建有一个方形的营业所以取代之前的侧翼，它具有金属壳外墙，被称为“饼干罐”（Keksdose）。
在此之后，股道需要进行重新编号，其中新车站的股道被授予编号1和2，大堂中的原1至12道则变更为3至14道。同时，供快铁运营的南行列车将单独使用3道和4道。而此前供快铁使用的5道（原3道）则移除了轨道供电，此后一直为区域和长途运输服务。

### 漫游大堂
设于车站北侧、横跨轨道的马鞍站样式的连接大堂被称为“漫游大堂”（Wandelhalle）。它包含分设于西、东两侧、各有一个45米高的醒目钟楼的入口和出口大堂；以及一个可作为通道与东侧第一月台（现快铁3道和4道）相连的一个额外入口大堂。漫步大堂过去曾是一等至四等候车室的所在地，而售票处和行包房则被安置在入口和出口大堂内。
在支撑结构修缮的过程中，火车总站的北吊桥也得到改建。漫游大堂由此获得了一个带商店的连廊作为额外楼层。此前，该区域仅用于悬挂广告牌。
1988年，一位私人投资者出资兴建新的漫游大堂，而原来的大堂则因年久失修而被拆除。新的漫游大堂于1991年6月1日开业。在7600平方米的两个楼层内设立了众多的商店和餐厅，此外在楼上还增加了3600平方米的办公和仓储空间。由于车站所在的特殊位置，商家并不受到从1900年至2007年的法定营业时间规管，因此在每周七天均是从早上6点营业至夜里11点。当中的美食广场更于2005年进行了扩建，并可提供19种不同风味的饮食。
德国合作银行的子公司“DG22号地产设施基金会”（DG Immobilien-Anlage 22），于1991年以可继承的方式从德国铁路取得了漫游大堂的建筑经营权，为期70年。2017年9月，当局又宣布漫游大堂将被出售。据媒体报道，卖主希望售价在亿元（欧元）范围内。

## 附属运营设施

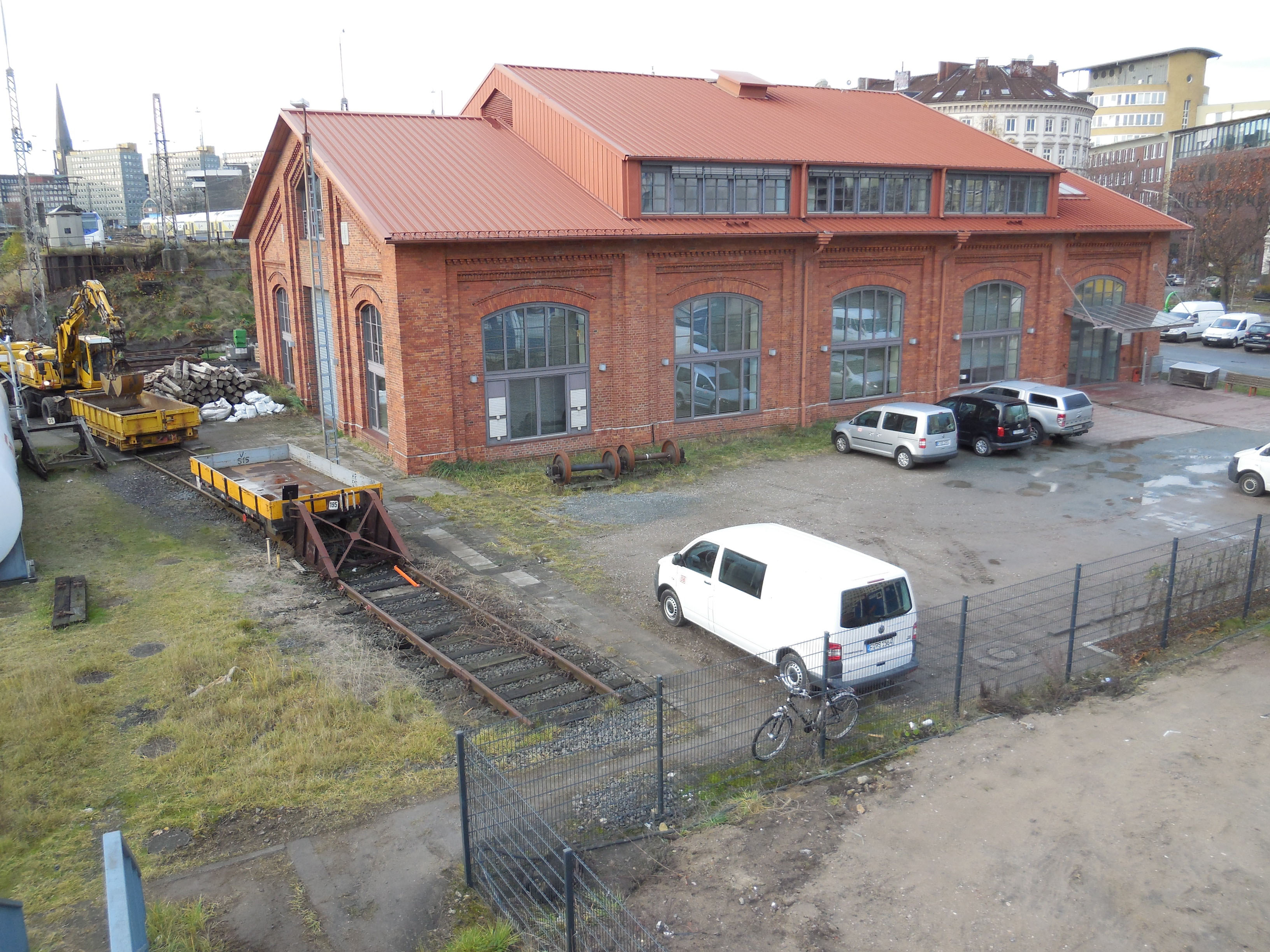
改造后的原机车棚

### 存车场及机务段
在客运站往南约400米，从通往哈尔堡的线路岔出，位于班克斯街（Banksstraße）和赫格堤（Högerdamm）之间的汉堡柏林车站原址上，是如今提供列车全面整备和保养的铁路存车场，其东南端则还有供机车保养的机务段。在蒸汽机车时代，那里后来还设立了隶属于汉堡-罗腾堡斯奥特机务段的加煤设施和转车盘——可由机车牵引着煤水车沿当时所需的方向进行旋转，其后又增设了一个带有移车台的矩形车库。至2016年，那里仅保留了一个供柴油机车使用的加油设施，而车库则已改造作其它用途，移车台也被拆除。

### 中央信号所

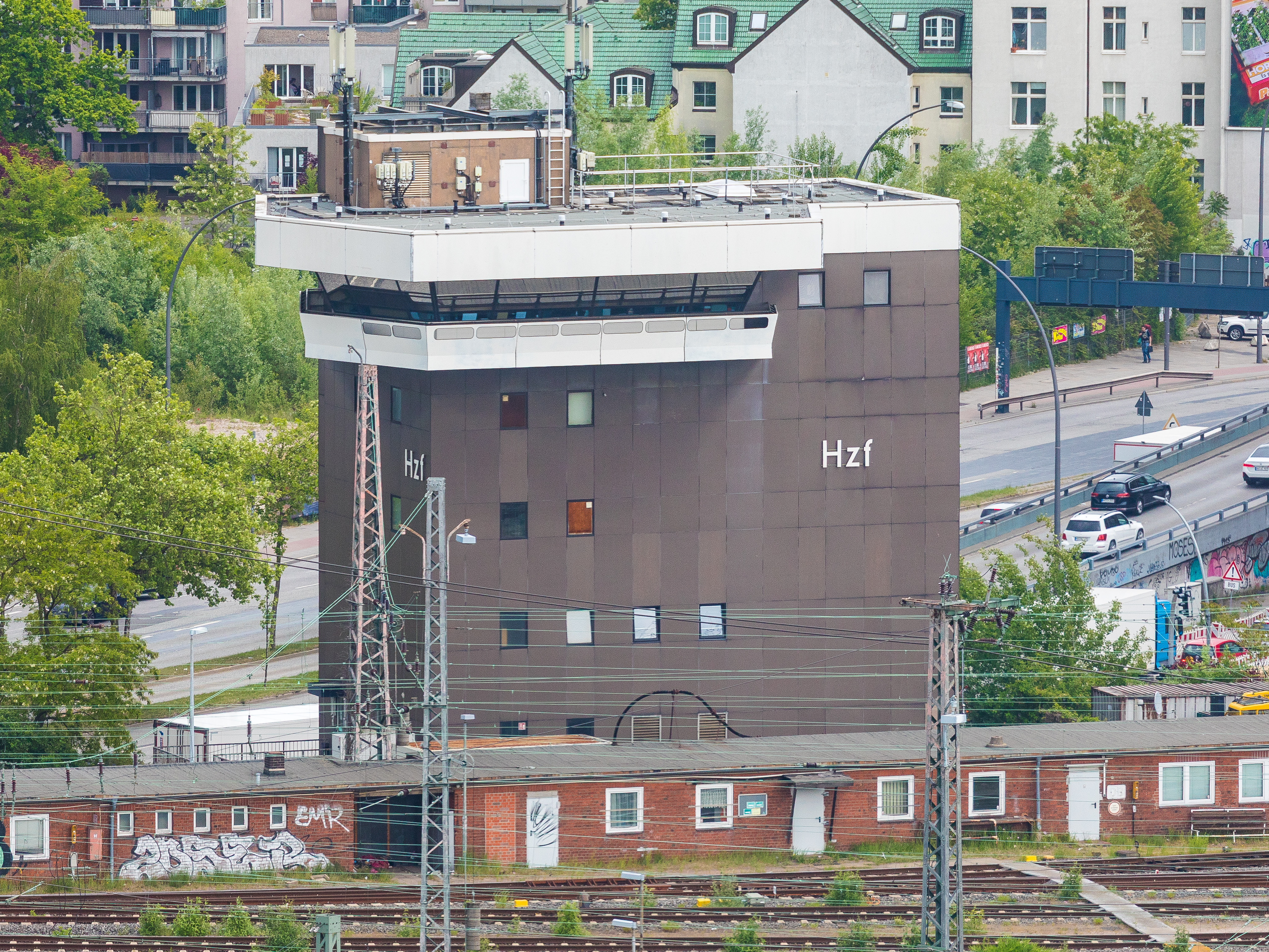
总站中央调度楼

在通往铁路存车场的轨道和北运河桥之间，设有一座六层楼高、用于整个火车总站建筑群的中央信号所，称为“总站中央调度楼”（Hauptbahnhof Zentral Fahrdienstleiter，简称Hzf）。它采用SpDrS-60型中继联锁装置，通常由两至三位调度员实施操作。若存车场内有列车在进行编组，则还可以配备一位调车调度员。此外，那里也是运营监控人员和月台旅客信息系统编排人员的工作场所。其信号管控范围现已扩展至汉堡星垒、万德斯贝克、柏林门以及北易北河桥（专有）。中央信号所建于1970年代中期，并于1977年6月12日投入使用。它取代了原设于客运站北部及南部轨道空地上、并于同年拆除的总站北（Hn）、总站南（Hs）、总站东（Ho）以及总站存车场（Hbr）等四个信号箱。而在通往当时邮政车站轨道上方的总站邮政角（Hp）桥梁信号箱则已于两年前拆除。信号所设施最早是在1906年随着火车总站的建造而设，其中总站北、总站南和总站东是机电调度员信号箱，总站邮政角是机械值守信号箱以及总站存车场是机电信号箱。1933年，总站邮政角替换为搭载机电设备的马鞍式信号所；1941年，新建的总站东投入运营；在二战期间便已开建的总站北和总站南最终自1949年起使用。后三者自此都装备了机电四行信号所。总站存车场于1963年获得一个新建筑。同样在1906年落成的存车场调车信号所则已被废弃。

## 服务

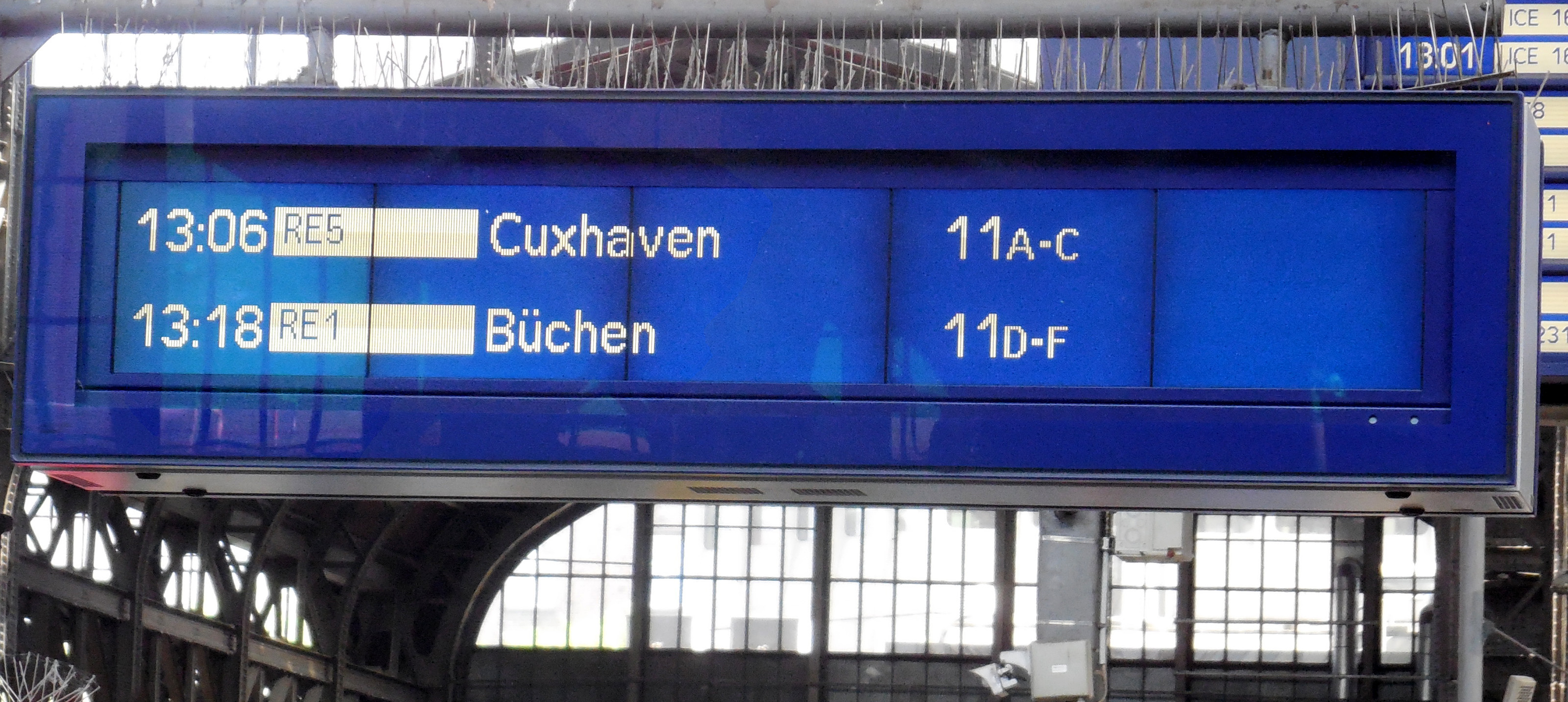
楼梯显示牌所展示的列车停车位与月台显示牌一致

股道1－8道和11－14道可用于客运，其中1道和2道设于大堂外部的地下。1－4专供快铁运输使用。长途和区域运输在5－8道和11－14道进行到发。通过南、北吊桥的阶梯和自动扶梯可进入五座岛式月台。月台一直延伸至大堂南端之外，在此区域内的11－14道月台均有顶篷覆盖。5－8道月台也延伸至北侧的月台大堂之外。货运和调车是通过两条不设月台的贯通式轨道（9道和10道）进行的。过去，这些轨道不仅用于货运，而且还用于许纳波斯滕铁路邮局。
在西北侧，轨道经由汉堡-阿尔托纳联络线与通往石勒苏益格-荷尔斯泰因和日德兰方向的长途车站达姆门和阿尔托纳相连。
在东南侧，轨道集在大堂后方分岔成向北（向东）往吕贝克和柏林方向，以及向南延伸通过易北河大桥，进一步在长途车站哈尔堡之后分支成向南（汉诺威、马申编组站）、向西南（不来梅、科隆等）和向西（施塔德、库克斯港）的线路。
在1989年的夏季运行图中，汉堡火车总站以每天207班长途列车的到发量而成为德国联邦铁路网络中的第十四大枢纽。自1995年以来，该站对长途运输的重要性再次得到显著提升，因为石勒苏益格-荷尔斯泰因州内的铁路在此前仍未实现电气化。随着通向基尔及弗伦斯堡的铁路于1995年完成电气化改造，往返于北部的长途列车都不再需要驶入阿尔托纳的尽头站更换机车。自从往返于基尔和弗伦斯堡的区域列车由汉堡-阿尔托纳车站改至汉堡总站始发终到后，部分换乘运输也被转移至此。
由于汉堡火车总站从结构上进行扩建的开支巨大，因此站内多条到发线都配备了近驶设施，借助它们，两列短编组车辆可以相继停靠在同一月台旁。在实际操作中，月台范围会被划分为两个部分，每个部分均以a或b作标记。这种细节也会被显示在发车牌和时刻表中的轨道编号旁。自2015年以来，这种定位说明也会在月台的车厢状态栏面板中使用大写字母展示；相应的，诸如A－C或D－F等标记也会被附加至列车的显示屏和时刻表中的轨道编号旁。因此，北行（例如开往弗伦斯堡）的区域快车可以在12道的D－F段停靠，而南行（例如开往不来梅）的区域快车则使用12道的A－C段。这种细分适用于5－7道和11－14道，但不适用于8道，因为这条轨道的一侧在月台范围的中部设有分支通往哈尔堡方向，另一侧又通往贝格多夫和吕贝克方向。8道通常用于在南部和波罗的海沿岸之间的路线上运行、并驶入汉堡火车总站换向的长途列车，例如从斯图加特至宾茨往返的城际列车或欧城列车。

### 长途运输
| 路线   | 经由 | 经由 | 经由 | 经由 | 频率         |
| ------ | --- | --- | --- | --- | ------------ |
| ICE 1  | 汉堡 － 埃森 － 杜伊斯堡 － 杜塞尔多夫 － 科隆 | 汉堡 － 埃森 － 杜伊斯堡 － 杜塞尔多夫 － 科隆 | 汉堡 － 埃森 － 杜伊斯堡 － 杜塞尔多夫 － 科隆 | 汉堡 － 埃森 － 杜伊斯堡 － 杜塞尔多夫 － 科隆 | 三对班次     |
| ICE 4  | 汉堡 － 汉诺威 － 卡塞尔 － 法兰克福 | 汉堡 － 汉诺威 － 卡塞尔 － 法兰克福 | 汉堡 － 汉诺威 － 卡塞尔 － 法兰克福 | 汉堡 － 汉诺威 － 卡塞尔 － 法兰克福 | 两对班次     |
| ICE 11 | 汉堡-阿尔托纳 － 汉堡 － 柏林 － 莱比锡 － 埃尔福特 － 富尔达 － 法兰克福 － 曼海姆 － 斯图加特 － 乌尔姆 － 奥格斯堡 － 慕尼黑                                     | 汉堡-阿尔托纳 － 汉堡 － 柏林 － 莱比锡 － 埃尔福特 － 富尔达 － 法兰克福 － 曼海姆 － 斯图加特 － 乌尔姆 － 奥格斯堡 － 慕尼黑                                     | 汉堡-阿尔托纳 － 汉堡 － 柏林 － 莱比锡 － 埃尔福特 － 富尔达 － 法兰克福 － 曼海姆 － 斯图加特 － 乌尔姆 － 奥格斯堡 － 慕尼黑                                     | 汉堡-阿尔托纳 － 汉堡 － 柏林 － 莱比锡 － 埃尔福特 － 富尔达 － 法兰克福 － 曼海姆 － 斯图加特 － 乌尔姆 － 奥格斯堡 － 慕尼黑                                     | 个别班次     |
| ICE 11 | 慕尼黑 － 奥格斯堡 － 乌尔姆 － 斯图加特 － 曼海姆 － 法兰克福机场 － 法兰克福 － 富尔达 － 哥廷根 － 汉诺威 － 汉堡                                                | 慕尼黑 － 奥格斯堡 － 乌尔姆 － 斯图加特 － 曼海姆 － 法兰克福机场 － 法兰克福 － 富尔达 － 哥廷根 － 汉诺威 － 汉堡                                                | 慕尼黑 － 奥格斯堡 － 乌尔姆 － 斯图加特 － 曼海姆 － 法兰克福机场 － 法兰克福 － 富尔达 － 哥廷根 － 汉诺威 － 汉堡                                                | 慕尼黑 － 奥格斯堡 － 乌尔姆 － 斯图加特 － 曼海姆 － 法兰克福机场 － 法兰克福 － 富尔达 － 哥廷根 － 汉诺威 － 汉堡                                                | 单向个别班次 |
| ICE 18 | 汉堡-阿尔托纳 － 汉堡 － 柏林 － 哈勒 － 埃尔福特 － 纽伦堡 － 因戈尔施塔特 / 奥格斯堡 － 慕尼黑                                                                    | 汉堡-阿尔托纳 － 汉堡 － 柏林 － 哈勒 － 埃尔福特 － 纽伦堡 － 因戈尔施塔特 / 奥格斯堡 － 慕尼黑                                                                    | 汉堡-阿尔托纳 － 汉堡 － 柏林 － 哈勒 － 埃尔福特 － 纽伦堡 － 因戈尔施塔特 / 奥格斯堡 － 慕尼黑                                                                    | 汉堡-阿尔托纳 － 汉堡 － 柏林 － 哈勒 － 埃尔福特 － 纽伦堡 － 因戈尔施塔特 / 奥格斯堡 － 慕尼黑                                                                    | 两小时1班    |
| ICE 20 | （基尔 －） 汉堡 － 汉诺威 － 哥廷根 － 卡塞尔-威廉丘 － 法兰克福 － 曼海姆 － 卡尔斯鲁厄 － 弗赖堡 － 巴塞尔 － 苏黎世 （－ 库尔）                                 | （基尔 －） 汉堡 － 汉诺威 － 哥廷根 － 卡塞尔-威廉丘 － 法兰克福 － 曼海姆 － 卡尔斯鲁厄 － 弗赖堡 － 巴塞尔 － 苏黎世 （－ 库尔）                                 | （基尔 －） 汉堡 － 汉诺威 － 哥廷根 － 卡塞尔-威廉丘 － 法兰克福 － 曼海姆 － 卡尔斯鲁厄 － 弗赖堡 － 巴塞尔 － 苏黎世 （－ 库尔）                                 | （基尔 －） 汉堡 － 汉诺威 － 哥廷根 － 卡塞尔-威廉丘 － 法兰克福 － 曼海姆 － 卡尔斯鲁厄 － 弗赖堡 － 巴塞尔 － 苏黎世 （－ 库尔）                                 | 两小时1班    |
| ICE 22 | （基尔 －） 汉堡 － 汉诺威 － 哥廷根 － 卡塞尔-威廉丘 － 法兰克福 － 法兰克福机场 － 曼海姆 － 斯图加特                                                             | （基尔 －） 汉堡 － 汉诺威 － 哥廷根 － 卡塞尔-威廉丘 － 法兰克福 － 法兰克福机场 － 曼海姆 － 斯图加特                                                             | （基尔 －） 汉堡 － 汉诺威 － 哥廷根 － 卡塞尔-威廉丘 － 法兰克福 － 法兰克福机场 － 曼海姆 － 斯图加特                                                             | （基尔 －） 汉堡 － 汉诺威 － 哥廷根 － 卡塞尔-威廉丘 － 法兰克福 － 法兰克福机场 － 曼海姆 － 斯图加特                                                             | 两小时1班    |
| ICE 25 | （吕贝克 －） 汉堡 － 汉诺威 － 哥廷根 － 卡塞尔-威廉丘 － 富尔达 － 维尔茨堡 － 纽伦堡 － 因戈尔施塔特 － 慕尼黑                                                   | （吕贝克 －） 汉堡 － 汉诺威 － 哥廷根 － 卡塞尔-威廉丘 － 富尔达 － 维尔茨堡 － 纽伦堡 － 因戈尔施塔特 － 慕尼黑                                                   | （吕贝克 －） 汉堡 － 汉诺威 － 哥廷根 － 卡塞尔-威廉丘 － 富尔达 － 维尔茨堡 － 纽伦堡 － 因戈尔施塔特 － 慕尼黑                                                   | （吕贝克 －） 汉堡 － 汉诺威 － 哥廷根 － 卡塞尔-威廉丘 － 富尔达 － 维尔茨堡 － 纽伦堡 － 因戈尔施塔特 － 慕尼黑                                                   | 每小时1班    |
| ICE 26 | （宾茨 － 罗斯托克 － 什未林 －） 汉堡 － 汉诺威 － 哥廷根 － 卡塞尔-威廉丘 － 法兰克福 － 达姆施塔特 － 海德堡 － 卡尔斯鲁厄                                       | （宾茨 － 罗斯托克 － 什未林 －） 汉堡 － 汉诺威 － 哥廷根 － 卡塞尔-威廉丘 － 法兰克福 － 达姆施塔特 － 海德堡 － 卡尔斯鲁厄                                       | （宾茨 － 罗斯托克 － 什未林 －） 汉堡 － 汉诺威 － 哥廷根 － 卡塞尔-威廉丘 － 法兰克福 － 达姆施塔特 － 海德堡 － 卡尔斯鲁厄                                       | （宾茨 － 罗斯托克 － 什未林 －） 汉堡 － 汉诺威 － 哥廷根 － 卡塞尔-威廉丘 － 法兰克福 － 达姆施塔特 － 海德堡 － 卡尔斯鲁厄                                       | 两小时1班    |
| ICE 28 | （施特拉尔松德 －） 汉堡 － 柏林 － 莱比锡 － 埃尔福特 － 纽伦堡 － 因戈尔施塔特 / 奥格斯堡 － 慕尼黑                                                               | （施特拉尔松德 －） 汉堡 － 柏林 － 莱比锡 － 埃尔福特 － 纽伦堡 － 因戈尔施塔特 / 奥格斯堡 － 慕尼黑                                                               | （施特拉尔松德 －） 汉堡 － 柏林 － 莱比锡 － 埃尔福特 － 纽伦堡 － 因戈尔施塔特 / 奥格斯堡 － 慕尼黑                                                               | （施特拉尔松德 －） 汉堡 － 柏林 － 莱比锡 － 埃尔福特 － 纽伦堡 － 因戈尔施塔特 / 奥格斯堡 － 慕尼黑                                                               | 两小时1班    |
| ICE 30 | 汉堡-阿尔托纳 － 汉堡 － 不来梅 － 明斯特 － 盖尔森基兴 － 埃森 － 杜伊斯堡 － 杜塞尔多夫 － 科隆                                                                   | 汉堡-阿尔托纳 － 汉堡 － 不来梅 － 明斯特 － 盖尔森基兴 － 埃森 － 杜伊斯堡 － 杜塞尔多夫 － 科隆                                                                   | 汉堡-阿尔托纳 － 汉堡 － 不来梅 － 明斯特 － 盖尔森基兴 － 埃森 － 杜伊斯堡 － 杜塞尔多夫 － 科隆                                                                   | 汉堡-阿尔托纳 － 汉堡 － 不来梅 － 明斯特 － 盖尔森基兴 － 埃森 － 杜伊斯堡 － 杜塞尔多夫 － 科隆                                                                   | 个别班次     |
| ICE 31 | （基尔 －） 汉堡 － 不来梅 － 明斯特 － 多特蒙德 － 科隆 － 波恩 － 美因茨 － 法兰克福 － 维尔茨堡 － 纽伦堡 － 雷根斯堡 － 帕绍                                    | （基尔 －） 汉堡 － 不来梅 － 明斯特 － 多特蒙德 － 科隆 － 波恩 － 美因茨 － 法兰克福 － 维尔茨堡 － 纽伦堡 － 雷根斯堡 － 帕绍                                    | （基尔 －） 汉堡 － 不来梅 － 明斯特 － 多特蒙德 － 科隆 － 波恩 － 美因茨 － 法兰克福 － 维尔茨堡 － 纽伦堡 － 雷根斯堡 － 帕绍                                    | （基尔 －） 汉堡 － 不来梅 － 明斯特 － 多特蒙德 － 科隆 － 波恩 － 美因茨 － 法兰克福 － 维尔茨堡 － 纽伦堡 － 雷根斯堡 － 帕绍                                    | 两小时1班    |
| ICE 42 | 汉堡-阿尔托纳 － 汉堡 － 不来梅 － 多特蒙德 － 波鸿 － 埃森 － 杜伊斯堡 － 杜塞尔多夫 － 科隆 － 法兰克福机场 － 曼海姆 － 斯图加特 － 乌尔姆 － 奥格斯堡 － 慕尼黑 | 汉堡-阿尔托纳 － 汉堡 － 不来梅 － 多特蒙德 － 波鸿 － 埃森 － 杜伊斯堡 － 杜塞尔多夫 － 科隆 － 法兰克福机场 － 曼海姆 － 斯图加特 － 乌尔姆 － 奥格斯堡 － 慕尼黑 | 汉堡-阿尔托纳 － 汉堡 － 不来梅 － 多特蒙德 － 波鸿 － 埃森 － 杜伊斯堡 － 杜塞尔多夫 － 科隆 － 法兰克福机场 － 曼海姆 － 斯图加特 － 乌尔姆 － 奥格斯堡 － 慕尼黑 | 汉堡-阿尔托纳 － 汉堡 － 不来梅 － 多特蒙德 － 波鸿 － 埃森 － 杜伊斯堡 － 杜塞尔多夫 － 科隆 － 法兰克福机场 － 曼海姆 － 斯图加特 － 乌尔姆 － 奥格斯堡 － 慕尼黑 | 一对班次     |
| ICE 91 | 汉堡-阿尔托纳 － 汉堡 － 汉诺威 － 哥廷根 － 卡塞尔-威廉丘 － 富尔达 － 维尔茨堡 － 纽伦堡 － 雷根斯堡 － 帕绍 － 林茨 － 维也纳                                    | 汉堡-阿尔托纳 － 汉堡 － 汉诺威 － 哥廷根 － 卡塞尔-威廉丘 － 富尔达 － 维尔茨堡 － 纽伦堡 － 雷根斯堡 － 帕绍 － 林茨 － 维也纳                                    | 汉堡-阿尔托纳 － 汉堡 － 汉诺威 － 哥廷根 － 卡塞尔-威廉丘 － 富尔达 － 维尔茨堡 － 纽伦堡 － 雷根斯堡 － 帕绍 － 林茨 － 维也纳                                    | 汉堡-阿尔托纳 － 汉堡 － 汉诺威 － 哥廷根 － 卡塞尔-威廉丘 － 富尔达 － 维尔茨堡 － 纽伦堡 － 雷根斯堡 － 帕绍 － 林茨 － 维也纳                                    | 一对班次     |
| IC 26  | 韦斯特兰 － 汉堡 － 汉诺威 － 哥廷根 － 卡塞尔-威廉丘 － 法兰克福 － 达姆施塔特 － 海德堡 － 卡尔斯鲁厄                                                             | 韦斯特兰 － 汉堡 － 汉诺威 － 哥廷根 － 卡塞尔-威廉丘 － 法兰克福 － 达姆施塔特 － 海德堡 － 卡尔斯鲁厄                                                             | 韦斯特兰 － 汉堡 － 汉诺威 － 哥廷根 － 卡塞尔-威廉丘 － 法兰克福 － 达姆施塔特 － 海德堡 － 卡尔斯鲁厄                                                             | 韦斯特兰 － 汉堡 － 汉诺威 － 哥廷根 － 卡塞尔-威廉丘 － 法兰克福 － 达姆施塔特 － 海德堡 － 卡尔斯鲁厄                                                             | 一对班次     |
| IC 26  | （弗伦斯堡 －） 汉堡 － 汉诺威 － 哥廷根 － 卡塞尔-威廉丘 － 富尔达 － 维尔茨堡 － 奥格斯堡 － 奥伯斯多夫 / 贝希特斯加登                                            | （弗伦斯堡 －） 汉堡 － 汉诺威 － 哥廷根 － 卡塞尔-威廉丘 － 富尔达 － 维尔茨堡 － 奥格斯堡 － 奥伯斯多夫 / 贝希特斯加登                                            | （弗伦斯堡 －） 汉堡 － 汉诺威 － 哥廷根 － 卡塞尔-威廉丘 － 富尔达 － 维尔茨堡 － 奥格斯堡 － 奥伯斯多夫 / 贝希特斯加登                                            | （弗伦斯堡 －） 汉堡 － 汉诺威 － 哥廷根 － 卡塞尔-威廉丘 － 富尔达 － 维尔茨堡 － 奥格斯堡 － 奥伯斯多夫 / 贝希特斯加登                                            | 一对班次     |
| EC 27  | 汉堡-阿尔托纳 － 汉堡 － 柏林 － 德累斯顿 － 杰钦 － 布拉格 － 布尔诺 － 布拉迪斯拉发 － 布达佩斯                                                                   | 汉堡-阿尔托纳 － 汉堡 － 柏林 － 德累斯顿 － 杰钦 － 布拉格 － 布尔诺 － 布拉迪斯拉发 － 布达佩斯                                                                   | 汉堡-阿尔托纳 － 汉堡 － 柏林 － 德累斯顿 － 杰钦 － 布拉格 － 布尔诺 － 布拉迪斯拉发 － 布达佩斯                                                                   | 汉堡-阿尔托纳 － 汉堡 － 柏林 － 德累斯顿 － 杰钦 － 布拉格 － 布尔诺 － 布拉迪斯拉发 － 布达佩斯                                                                   | 两对班次     |
| IC 30  | （韦斯特兰 / 宾茨 －） 汉堡 － 不来梅 － 明斯特 － 多特蒙德 － 埃森 － 杜伊斯堡 － 杜塞尔多夫 － 科隆 － 美因茨 － 曼海姆 － 斯图加特 （－ 奥芬堡）                 | （韦斯特兰 / 宾茨 －） 汉堡 － 不来梅 － 明斯特 － 多特蒙德 － 埃森 － 杜伊斯堡 － 杜塞尔多夫 － 科隆 － 美因茨 － 曼海姆 － 斯图加特 （－ 奥芬堡）                 | （韦斯特兰 / 宾茨 －） 汉堡 － 不来梅 － 明斯特 － 多特蒙德 － 埃森 － 杜伊斯堡 － 杜塞尔多夫 － 科隆 － 美因茨 － 曼海姆 － 斯图加特 （－ 奥芬堡）                 | （韦斯特兰 / 宾茨 －） 汉堡 － 不来梅 － 明斯特 － 多特蒙德 － 埃森 － 杜伊斯堡 － 杜塞尔多夫 － 科隆 － 美因茨 － 曼海姆 － 斯图加特 （－ 奥芬堡）                 | 两小时1班    |
| EC 30  | 汉堡-阿尔托纳 － 汉堡 － 不来梅 － 多特蒙德 － 埃森 － 杜伊斯堡 － 杜塞尔多夫 － 科隆 － 美因茨 － 曼海姆 － 卡尔斯鲁厄 － 弗赖堡 － 巴塞尔 － 苏黎世 / 因特拉肯    | 汉堡-阿尔托纳 － 汉堡 － 不来梅 － 多特蒙德 － 埃森 － 杜伊斯堡 － 杜塞尔多夫 － 科隆 － 美因茨 － 曼海姆 － 卡尔斯鲁厄 － 弗赖堡 － 巴塞尔 － 苏黎世 / 因特拉肯    | 汉堡-阿尔托纳 － 汉堡 － 不来梅 － 多特蒙德 － 埃森 － 杜伊斯堡 － 杜塞尔多夫 － 科隆 － 美因茨 － 曼海姆 － 卡尔斯鲁厄 － 弗赖堡 － 巴塞尔 － 苏黎世 / 因特拉肯    | 汉堡-阿尔托纳 － 汉堡 － 不来梅 － 多特蒙德 － 埃森 － 杜伊斯堡 － 杜塞尔多夫 － 科隆 － 美因茨 － 曼海姆 － 卡尔斯鲁厄 － 弗赖堡 － 巴塞尔 － 苏黎世 / 因特拉肯    | 个别班次     |
| EC 31  | （基尔 / 吕贝克 －） 汉堡 － 不来梅 － 明斯特 － 多特蒙德 － 科隆 － 波恩 － 美因茨 － 法兰克福 （－ 维尔茨堡 － 纽伦堡 － 雷根斯堡 － 帕绍）                       | （基尔 / 吕贝克 －） 汉堡 － 不来梅 － 明斯特 － 多特蒙德 － 科隆 － 波恩 － 美因茨 － 法兰克福 （－ 维尔茨堡 － 纽伦堡 － 雷根斯堡 － 帕绍）                       | （基尔 / 吕贝克 －） 汉堡 － 不来梅 － 明斯特 － 多特蒙德 － 科隆 － 波恩 － 美因茨 － 法兰克福 （－ 维尔茨堡 － 纽伦堡 － 雷根斯堡 － 帕绍）                       | （基尔 / 吕贝克 －） 汉堡 － 不来梅 － 明斯特 － 多特蒙德 － 科隆 － 波恩 － 美因茨 － 法兰克福 （－ 维尔茨堡 － 纽伦堡 － 雷根斯堡 － 帕绍）                       | 两小时1班    |
| EC 75  | 汉堡 － 新明斯特 － 伦茨堡 － 弗伦斯堡 － 帕兹堡 － 科灵 － 欧登塞 － 灵斯泰兹 － 哥本哈根                                                                          | 汉堡 － 新明斯特 － 伦茨堡 － 弗伦斯堡 － 帕兹堡 － 科灵 － 欧登塞 － 灵斯泰兹 － 哥本哈根                                                                          | 汉堡 － 新明斯特 － 伦茨堡 － 弗伦斯堡 － 帕兹堡 － 科灵 － 欧登塞 － 灵斯泰兹 － 哥本哈根                                                                          | 汉堡 － 新明斯特 － 伦茨堡 － 弗伦斯堡 － 帕兹堡 － 科灵 － 欧登塞 － 灵斯泰兹 － 哥本哈根                                                                          | 四小时1班    |
| EC 76  | 汉堡 － 新明斯特 － 伦茨堡 － 弗伦斯堡 － 帕兹堡 － 科灵 － 腓特烈西亚 － 斯坎讷堡 － 奥胡斯                                                                        | 汉堡 － 新明斯特 － 伦茨堡 － 弗伦斯堡 － 帕兹堡 － 科灵 － 腓特烈西亚 － 斯坎讷堡 － 奥胡斯                                                                        | 汉堡 － 新明斯特 － 伦茨堡 － 弗伦斯堡 － 帕兹堡 － 科灵 － 腓特烈西亚 － 斯坎讷堡 － 奥胡斯                                                                        | 汉堡 － 新明斯特 － 伦茨堡 － 弗伦斯堡 － 帕兹堡 － 科灵 － 腓特烈西亚 － 斯坎讷堡 － 奥胡斯                                                                        | 个别班次     |
| FLX 20 | 汉堡-阿尔托纳 － 汉堡 － 不来梅 － 明斯特 － 盖尔森基兴 － 埃森 － 杜伊斯堡 － 杜塞尔多夫 － 科隆                                                                   | 汉堡-阿尔托纳 － 汉堡 － 不来梅 － 明斯特 － 盖尔森基兴 － 埃森 － 杜伊斯堡 － 杜塞尔多夫 － 科隆                                                                   | 汉堡-阿尔托纳 － 汉堡 － 不来梅 － 明斯特 － 盖尔森基兴 － 埃森 － 杜伊斯堡 － 杜塞尔多夫 － 科隆                                                                   | 汉堡-阿尔托纳 － 汉堡 － 不来梅 － 明斯特 － 盖尔森基兴 － 埃森 － 杜伊斯堡 － 杜塞尔多夫 － 科隆                                                                   | 两对班次     |

自2016年12月以来，夜行列车一直以奥地利联邦铁路的夜捷列车运行（归类为欧洲夜车直至2017年），此前由德国铁路开行的城市夜线则被撤销。
| 路线 | 经由 | 频率         |
| ---- | --- | ------------ |
| NJ   | 汉堡 － 汉诺威 － 哥廷根 － 维尔茨堡 － 纽伦堡 － 雷根斯堡 － 帕绍 － 韦尔斯 － 林茨 － 圣帕尔滕 － 维也纳 | 一对班次     |
| NJ   | 汉堡 － 汉诺威 － 哥廷根 － 维尔茨堡 － 纽伦堡 － 奥格斯堡 － 慕尼黑 － 罗森海姆 － 沃格尔 － 因斯布鲁克   | 一对班次     |
| NJ   | 汉堡 － 不来梅 － 汉诺威 － 哥廷根 － 法兰克福南 － 曼海姆 － 卡尔斯鲁厄 － 弗赖堡 － 巴塞尔 － 苏黎世     | 一对班次     |
| FLX  | 汉堡-阿尔托纳 － 汉堡 － 汉诺威 － 卡尔斯鲁厄 － 弗赖堡 － 勒拉赫                                          | 周末一对班次 |

### 区域运输
| 路线  | 经由 | 经由 | 频率      | 运营商       |
| ----- | --- | --- | --------- | ------------ |
| IRE   | 汉堡 － 吕讷堡 － 于尔岑 － 萨尔茨韦德尔 － 施滕达尔 － 柏林                                            | 汉堡 － 吕讷堡 － 于尔岑 － 萨尔茨韦德尔 － 施滕达尔 － 柏林                                            | 个别班次  | 德铁区域东北 |
| RE 1  | 汉堡 － 汉堡-贝格多夫 － 比兴 － 哈格诺州 － 什未林 － 巴特克莱嫩 － 罗斯托克                           | 汉堡 － 汉堡-贝格多夫 － 比兴 － 哈格诺州 － 什未林 － 巴特克莱嫩 － 罗斯托克                           | 两小时1班 | 德铁区域东北 |
| RE 3  | 汉堡 － 汉堡-哈尔堡 － 温森 － 吕讷堡 － 于尔岑 （－ 策勒 － 汉诺威）                                   | 汉堡 － 汉堡-哈尔堡 － 温森 － 吕讷堡 － 于尔岑 （－ 策勒 － 汉诺威）                                   | 每小时1班 | 节拍器       |
| RE 4  | 汉堡 － 汉堡-哈尔堡 － 布赫霍尔茨 － 托施泰特 － 罗滕堡 － 不来梅                                       | 汉堡 － 汉堡-哈尔堡 － 布赫霍尔茨 － 托施泰特 － 罗滕堡 － 不来梅                                       | 每小时1班 | 节拍器       |
| RE 5  | 汉堡 － 汉堡-哈尔堡 － 布克斯特胡德 － 霍讷堡 － 施塔德 － 希默尔普福滕 － 黑莫尔 － 温斯特 － 库克斯港 | 汉堡 － 汉堡-哈尔堡 － 布克斯特胡德 － 霍讷堡 － 施塔德 － 希默尔普福滕 － 黑莫尔 － 温斯特 － 库克斯港 | 每小时1班 | 初创下易北   |
| RE 7  | 汉堡 － 汉堡-哈尔堡 － 平讷贝格 － 埃尔姆斯霍恩 － 新明斯特 －                                          | 伦茨堡 － 石勒苏益格 － 弗伦斯堡                                                                        | 两小时1班 | 德铁区域石荷 |
| RE 7  | 汉堡 － 汉堡-哈尔堡 － 平讷贝格 － 埃尔姆斯霍恩 － 新明斯特 －                                          | 艾因费尔德 － 博德斯霍尔姆 － 基尔                                                                      | 两小时1班 | 德铁区域石荷 |
| RE 8  | 汉堡 － 巴特奥尔德斯洛 － 赖恩费尔德 － 吕贝克                                                          | 汉堡 － 巴特奥尔德斯洛 － 赖恩费尔德 － 吕贝克                                                          | 每小时1班 | 德铁区域石荷 |
| RE 70 | 汉堡 － 埃尔姆斯霍恩 － 弗里斯特 － 布罗克施泰特 － 新明斯特 － 艾因费尔德 － 博德斯霍尔姆 － 基尔      | 汉堡 － 埃尔姆斯霍恩 － 弗里斯特 － 布罗克施泰特 － 新明斯特 － 艾因费尔德 － 博德斯霍尔姆 － 基尔      | 每小时1班 | 德铁区域石荷 |
| RE 80 | 汉堡 － 阿伦斯堡 － 巴特奥尔德斯洛 － 赖恩费尔德 － 吕贝克                                              | 汉堡 － 阿伦斯堡 － 巴特奥尔德斯洛 － 赖恩费尔德 － 吕贝克                                              | 每小时1班 | 德铁区域石荷 |
| RB 31 | 汉堡 － 汉堡-哈尔堡 － 马申 － 施泰勒 － 温森 － 巴多维克 － 吕讷堡                                     | 汉堡 － 汉堡-哈尔堡 － 马申 － 施泰勒 － 温森 － 巴多维克 － 吕讷堡                                     | 每小时1班 | 节拍器       |
| RB 41 | 汉堡 － 汉堡-哈尔堡 － 布赫霍尔茨 － 斯普略策 － 托施泰特 － 罗滕堡 － 奥特斯贝格 － 不来梅             | 汉堡 － 汉堡-哈尔堡 － 布赫霍尔茨 － 斯普略策 － 托施泰特 － 罗滕堡 － 奥特斯贝格 － 不来梅             | 每小时1班 | 节拍器       |
| RB 61 | 汉堡 － 汉堡达姆门－ 平讷贝格 － 埃尔姆斯霍恩 － 格吕克施塔特 － 克伦珀 － 伊策霍                       | 汉堡 － 汉堡达姆门－ 平讷贝格 － 埃尔姆斯霍恩 － 格吕克施塔特 － 克伦珀 － 伊策霍                       | 每小时1班 | 北部铁路     |
| RB 81 | 汉堡 － 汉堡哈塞尔布洛克 － 汉堡-万德斯贝克 － 阿伦斯堡 － 巴格特海德 － 巴特奥尔德斯洛                 | 汉堡 － 汉堡哈塞尔布洛克 － 汉堡-万德斯贝克 － 阿伦斯堡 － 巴格特海德 － 巴特奥尔德斯洛                 | 半小时1班 | 德铁区域石荷 |

### 快铁运输
汉堡火车总站共设四条轨道和两座定向岛式月台用于快铁运输，由此可通往所有快铁路线。1道和2道是后期铺设在与车站大堂相平行的隧道中，“进城”的路线于此到发。原1道和2道（在车站大堂内）则是随着隧道车站的完工而被重命名为3道和4道，“出城”的路线于此到发。如有必要，3道和4道也可以进行反向操作。
由于客流量大，快铁运输会在月台上安排工作人员。月台为无障碍环境，每个月台都有一个升降机，并在检票层配备自动扶梯和固定楼梯。月台中部还有一条穿越下方轨道的隧道，由此可以过渡到位于更低一层的地铁站火车总站南。
隧道车站的改造工程于2019年10月启动。第一步会将轨道背墙的瓷砖铲掉。接下来会像快铁隧道内的其它站点一样将墙面漆成黑色，并为即将到来的嵌板安装支架。
| 路线 | 经由 |
| ---- | --- |
| S 1  | 韦德尔 － 里森 － 叙尔多夫 － 伊瑟布罗克 － 布兰克内瑟 － 霍赫坎普 － 小弗罗特贝克 － 奥特马申 － 巴伦费尔德 － （在建：奥滕森 －） 阿尔托纳 － 国王街 － 绳索街 － 栈桥 － 城市之家桥 － 处女堤 － 火车总站 － 柏林门 － 边界堡垒 － 哈瑟尔布罗克 － 万茨贝克公路 － 腓特烈山 － 巴姆贝克 － 阿尔特沃尔 － 吕本坎普 － 奥尔斯多夫 － 汉堡机场 － 科恩径（小博斯特尔） － 霍恩埃兴 － 韦灵斯比特尔 － 波彭比特尔          |
| S 11 | 布兰克内瑟 － 霍赫坎普 － 小弗罗特贝克 － 奥特马申 － 巴伦费尔德 － （在建：奥滕森 －） 阿尔托纳 － 霍尔斯滕街 － 星垒 － 达姆门 － 火车总站 － 柏林门 － 边界堡垒 － 哈瑟尔布罗克 － 万茨贝克公路 － 腓特烈山 － 巴姆贝克 － 旧沃尔 － 汉堡吕本坎普车站 |
| S 2  | 阿尔托纳 － 国王街 － 绳索街 － 栈桥 － 城市之家桥 － 处女堤 － 火车总站 － 柏林门 － 罗滕堡斯奥特 － 蒂夫施塔克 － 比尔韦德-莫尔弗莱特 － 陆路中 － 阿勒默厄 － 内特尔恩堡 － 贝格多夫 |
| S 21 | 易北高街 － 艾德尔施泰特 － 斯特林根 － 朗根费尔德 － 迪布施泰希 － 霍尔斯滕街 － 星垒 － 达姆门 － 火车总站 － 柏林门 － 罗滕堡斯奥特 － 蒂夫施塔克 － 比尔韦德-莫尔弗莱特 － 陆路中 － 阿勒默厄 － 内特尔恩堡 － 贝格多夫 － 赖恩贝克 － 沃尔托夫 － 奥米勒 |
| S 3  | 平讷贝格 － 泰斯多夫 － 哈尔斯滕贝克 －克鲁彭德 － 易北高街 － 艾德尔施泰特 － 施泰林根 － 朗根费尔德 － 迪布施泰希 － 阿尔托纳 － 国王街 － 绳索街 － 栈桥 － 城市之家桥 － 处女堤 － 火车总站 － 哈默布罗克 － 易北河大桥 － 费德尔 － 威廉堡 － 哈尔堡 － 哈尔堡市政厅 － 海姆费尔德 － 新维登塔尔 － 诺伊格拉本 － 菲施贝克 － 新武尔姆斯托夫 － 布克斯特胡德 － 诺伊克洛斯特 － 霍讷堡 － 多伦 － 阿加滕堡 － 施塔德 |
| S 31 | 阿尔托纳 － 霍尔斯滕街 － 星垒 － 达姆门 － 火车总站 － 哈默布罗克 － 易北河大桥 － 费德尔 － 威廉堡 － 哈尔堡 － 哈尔堡市政厅 － 海姆费尔德 － 诺伊维登塔尔 － 诺伊格拉本 － 柏林门 |

此外，由AKN铁路运营的A1线每天也有两班列车行经汉堡火车总站：
| 路线 | 经由（自艾德尔施泰特起未显示所有车站） |
| ---- | --- |
| A1   | （偶尔： 汉堡 － 达姆门 － 星垒 － 霍尔斯滕街 － 迪布施泰希 － 朗根费尔德 － 斯特林根 －） 艾德尔施泰特 － 奎克博恩 － 乌尔茨堡南 － 卡尔滕基兴 － 巴特布拉姆施泰特 － 博施泰特 （非HVV资费区： － 新明斯特） |

## 地铁
汉堡火车总站旁有两座独立的地铁站：火车总站南和火车总站北。这两条隧道线路是下穿了街道水平的铁路轨道。

### 火车总站南
火车总站南站（1968年以前称为火车总站）位于车站大堂的东南部，于1912年开放。如今的地铁U1线（诺德施泰特－奥尔施泰特/大汉斯多夫）和U3线（班贝克－万德斯贝克－花园城（环线））的列车在此停靠。日均发送旅客127800人次。
在火车总站建设期间，从西部添加入铁路轨道下方的线路隧道以及一条行人隧道均已完工，该行人隧道为长途月台提供了地下入口，直至1991年关闭。地铁站由两条带拱形天花板的砖砌管筒所组成，设计用于四条轨道：地铁环线的列车停靠在外侧轨道，通向二战后不再建造的往罗滕堡斯奥特支线列车则使用内侧轨道。在火车总站北站开放后，两条管筒之间创建了通道，内侧轨道则被非常宽的U3线月台所取代。
该站的正南方于1960年开通了另一座隧道车站，服务于从梅斯贝格引入的地铁U1线，其隧道是在1959年通过盾构下穿过铁路设施。
自2016年以来，U1线车站和间隔层已经进行了广泛的现代化改造。作为改造的一部分，服务点将搬到新的场所并建造新的升降机，而通往附近汉堡中央巴士站（ZOB）的连廊也将重置。
| 路线 | 经由 |
| ---- | --- |
| U 1  | 诺德施泰特中心 － 捷径 － 加施泰特 － 牛关 － 基维茨莫尔 － 朗根霍恩北 － 朗根霍恩市集 － 富尔斯比特尔北 － 富尔斯比特尔 － 小博斯特尔 － 奥尔斯多夫 － 森格尔曼街 － 阿尔斯特多夫 － 拉滕坎普 － 胡特瓦克尔街 － 凯灵胡森街 － 克洛斯特施泰恩 － 哈勒街 － 斯特凡广场 － 处女堤 － 梅斯贝格 － 石街 － 火车总站南 － 植鞣磨坊街 － 吕贝克街 － 瓦特瑙 － 骑士街 － 万茨贝克公路 － 万茨贝克市集 － 斯特拉斯堡街 － 老塘径 － 万茨贝克-花园城 － 赛马场 － 法姆森 － 奥登费尔德 － 贝尔讷 － 迈恩多夫径 － 福尔克斯多夫 \| － 布克霍恩 － 霍伊斯比特尔 － 奥尔施泰特 \| － 布亨坎普 － 阿伦斯堡西 － 阿伦斯堡东 － 施马伦贝克 － 基库特 － 大汉斯多夫 |
| U 3  | 班贝克 － 萨尔兰街 － 博格径 － 西里希街 － 凯灵胡森街 － 埃彭多夫树 － 霍赫路夫特桥 － 施伦普 － 星垒 － 费尔德街 － 圣保利 － 栈桥 － 树墙 － 勒丁市集 － 市政厅 － 门克贝格街 － 火车总站南 － 柏林门 － 吕贝克街 － 乌兰街 － 蒙茨堡 － 汉堡街 － 登海德 － 班贝克 － 哈比希街 － 万茨贝克-花园城 |

### 火车总站北
火车总站北于1968年开放，位于车站大堂的北端，从下横穿德国铁路的轨道设施。它由离地30米深处的四条管筒组成。在管筒的两端设有楼梯通向前厅，每个前厅还有更多的走廊，可通过楼梯到达地面。如今，范围广泛的出入口隧道已有部分关闭。
现时的地铁U2线（宁多夫－明媚曼斯贝格）和U4线（易北河大桥－比尔施泰特）的列车在此停靠。日均发送旅客5.33万人次。
在施工过程中，为防患于未然，四条并排放置的隧道管筒中只有两条内侧的在正常使用。外侧月台是为从温特胡德至卢鲁普的地铁线路而设计的，该线路原计划于1970年代通车。然而由于财政原因，汉堡参议院于1970年代初叫停了它的实现。如今，这些管筒已被栅栏阻塞，在管筒北侧还设立了一个艺术品装置。在车站于2006年的无障碍改造过程中，未使用的轨道槽和出入井都加装了升降机。
| 路线 | 经由 |
| ---- | --- |
| U 2  | 宁多夫北 － 席佩尔径 － 约阿希姆·梅尔街 － 宁多夫市集 － 哈根代尔 － 哈根贝克动物园 － 卢特罗特街 － 奥斯特街 － 埃米莉街 － 基督堂 － 施伦普 － 展览馆 － 鹅市广场 － 处女堤 － 火车总站北 － 柏林门 － 布尔格街 － 哈姆教堂 － 劳厄之家 － 霍恩赛马场 － 莱吉恩街 － 比尔施泰特 － 默肯街 － 施泰因富特大道 － 明媚曼斯贝格 |
| U 4  | 易北河大桥 － 海港城大学 － 远洋社区 － 处女堤 － 火车总站北 － 柏林门 － 布尔格街 － 哈姆教堂 － 劳厄之家 － 霍恩赛马场 － 莱吉恩街 － 比尔施泰特 |

## 前身车站

汉堡各车站方位图：
蓝色：首座车站和线路
棕色：带导向轨道的新火车总站

1870年左右，便有从西部来自阿尔托纳和基尔的汉堡-阿尔托纳联络线，以及从东北来自吕贝克、从东北经贝格多夫来自柏林的众多铁路线在汉堡终到。每条线路都有独立的车站，它们分布在原城墙东南缘约200米至600米的范围内。此外，在易北河南岸、隶属于普鲁士王国的城市哈尔堡早在1847年便开设了通往汉诺威的铁路。而不来梅－汉堡铁路（芬洛铁路）则仍然在建。

### 柏林车站
汉堡柏林车站于1846年建于上港，是为柏林－汉堡铁路而设，以代替1842年5月通往贝格多夫铁路的首座车站——原铁路已被纳入通往柏林的线路中。该车站的原址现为堤坝之门美术馆。

### 吕贝克车站
汉堡吕贝克车站是在1865年由吕贝克－比兴铁路公司（LBE）建于施帕尔丁街（Spaldingstraße）畔，如今它被通往哈默布洛克和哈尔堡方向快铁高架桥所穿过。
在当时负责新车站建设的总监瓦尔特·布雷希特治下，通往汉堡的线路在新的汉堡火车总站被改造为复线。由于他为LBE铁路设施重组作出的贡献，当新车站启用时，他获颁二等红雕勋章；并在1907年1月18日举行的加冕及授勋礼上获颁王家王冠勋章。
赫尔曼·特克斯托尔于1902年关闭了相关的吕贝克货运站，并将LBE与设于罗滕堡斯奥特的汉诺威车站货运场连接起来。这条连接线后来成为了汉堡货运绕行铁路的第一部分。

### 修道院门车站
汉堡修道院门车站始建于1866年，是汉堡-阿尔托纳联络线的终点，位于如今的阿尔特曼桥以南，其轨道设施其后又扩展至许内波斯滕铁路邮局（现为汉堡公共图书馆辖下的中央图书馆）处。修道院门车站后来还修建了一条轨道延伸到柏林车站的入口前，并将600米开外的吕贝克车站的一条货运轨道引至那里。

### 芬洛/汉诺威车站
位于格拉斯布洛克的芬洛车站建于1872年，并于1892年更名为汉诺威车站。王家汉诺威国营铁路的汉诺威－汉堡铁路最初是在汉诺威王国辖下的城市哈尔堡终到，直至1866年。从哈尔堡至汉堡格拉斯布洛克之间，由科隆-明登铁路公司斥巨资在南、北易北河架设的两座桥梁直至1872年才成为汉堡－芬洛铁路的一部分。因此，该站成为通往汉诺威线路的终点，并作为芬洛铁路的组成部分，朝鲁尔区和莱茵兰方向通往万讷-埃克尔。由于后者是由法国发起的巴黎－汉堡铁路项目的最北段，因此作为终点的芬洛或汉诺威车站也被称为巴黎车站。在汉堡火车总站建成后，汉诺威车站的原址成为了该市的首个铁路货运总站。芬洛/汉诺威车站的方位是尤为不利的，因为人们必须跨越两座桥梁才能到达老城区和其它铁路车站。

### 中央车站
在当局于1899年批准了在汉堡建立中央车站的合同后，新的汉堡火车总站才于1906年在修道院门车站北侧落成，并集合了包括阿尔托纳联络线在内的多条铁路线，以取代原先分散的各站。建设工作由普鲁士铁路管理局负责。新车站具有象征意义的是在车站大堂北外墙中间的两个石雕，它们分别展示了汉堡市徽和普鲁士国徽的样式。

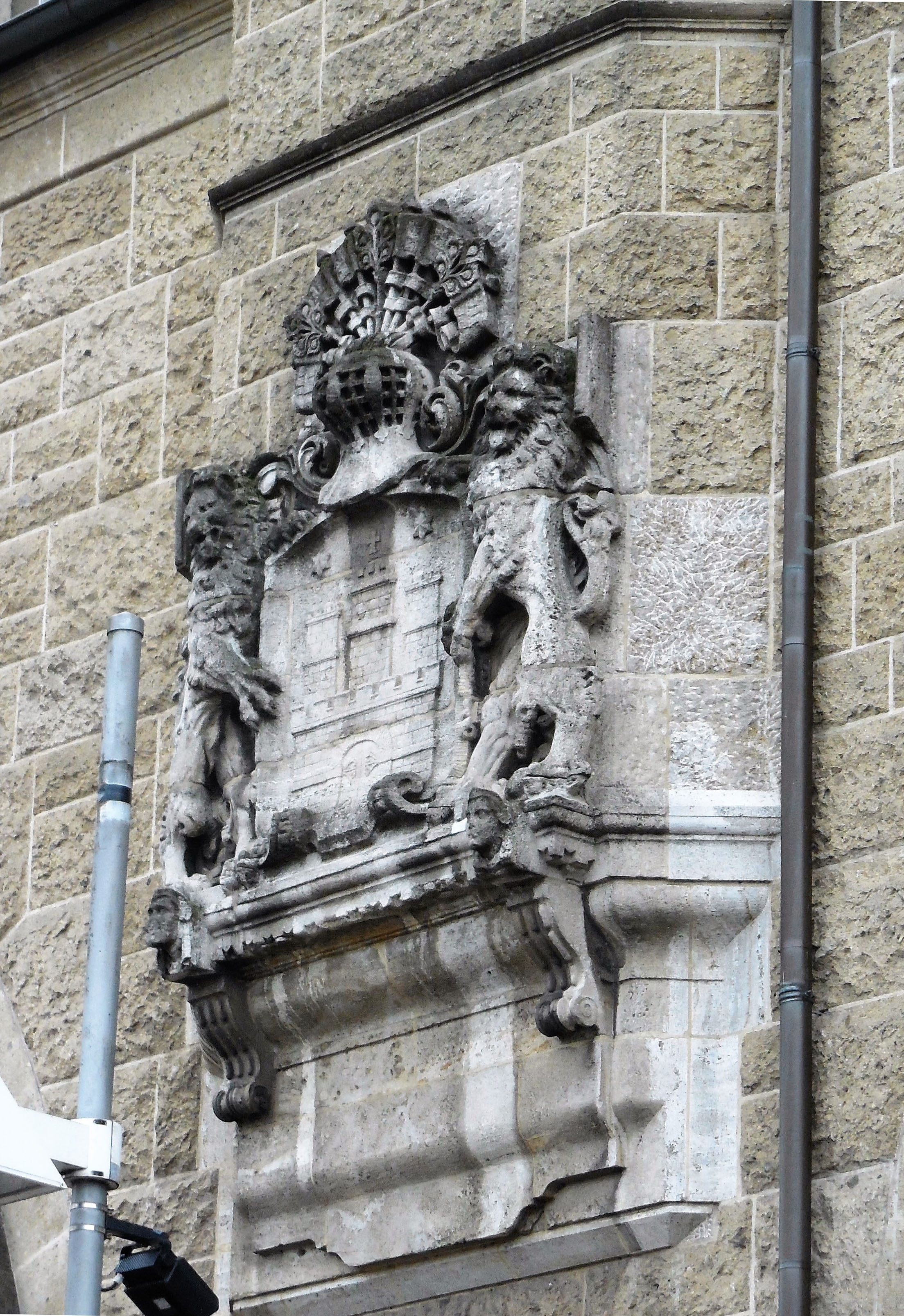
汉堡市徽浮雕
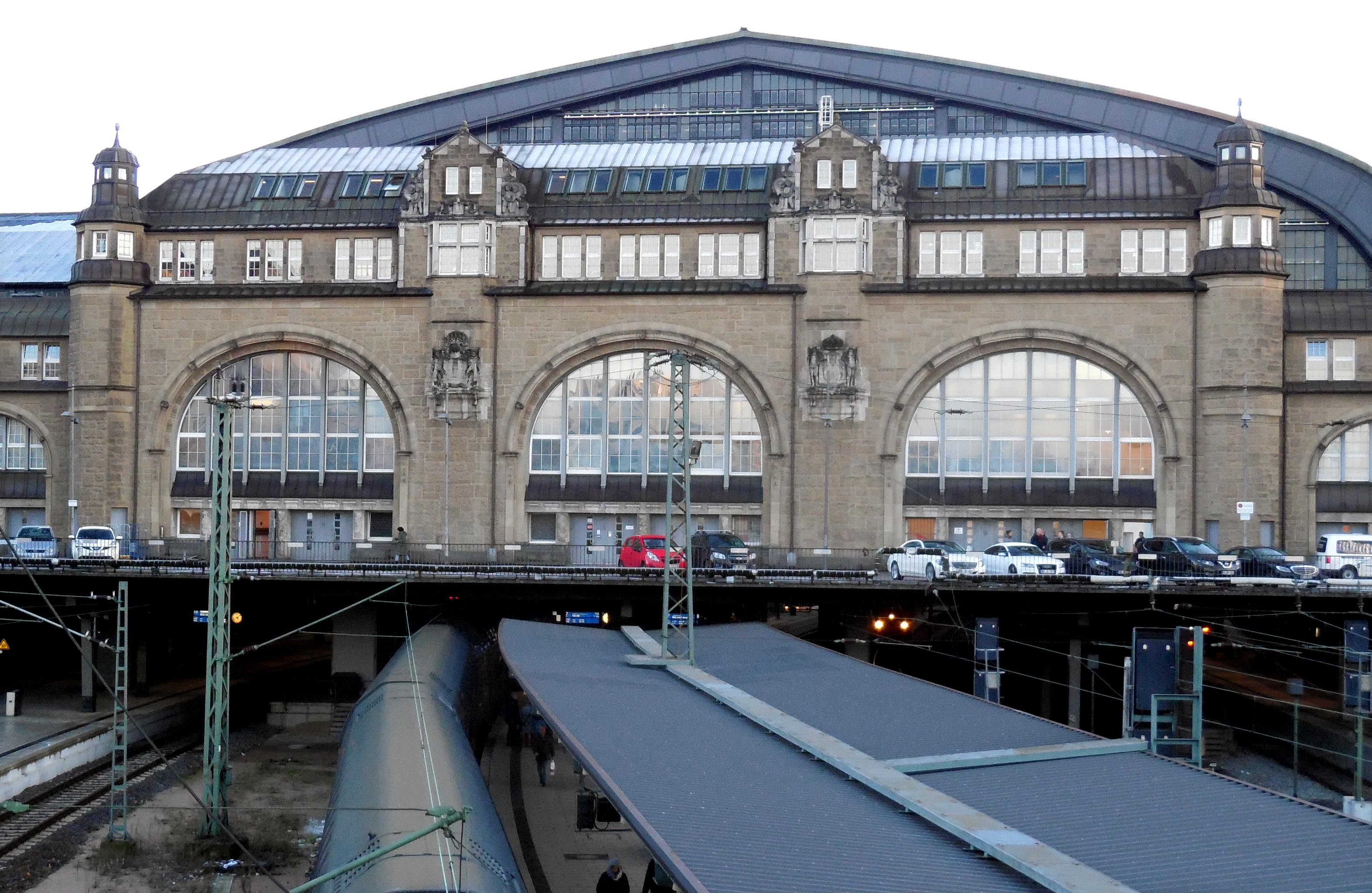
北外墙带有纹章的中间侧柱
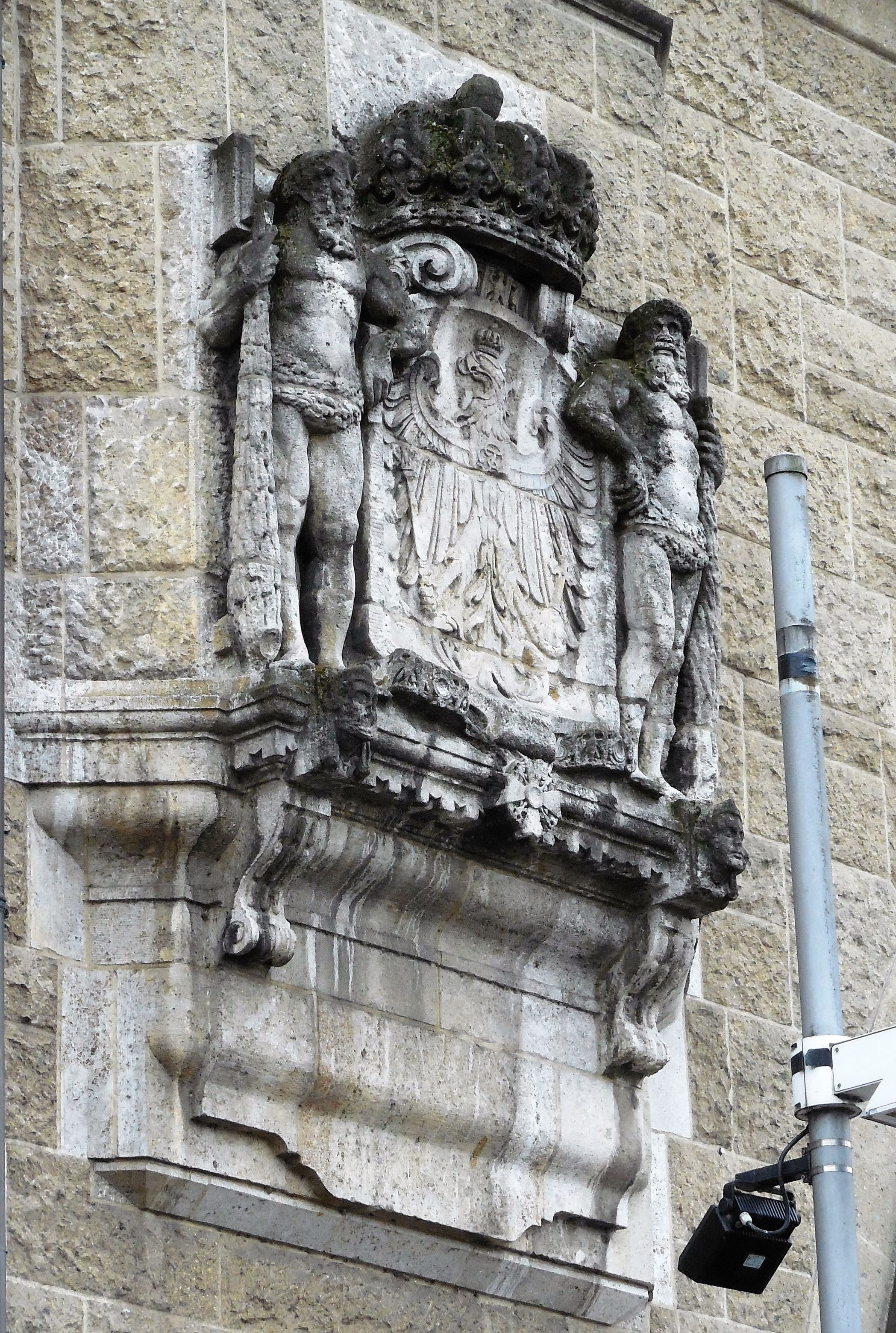
普鲁士国徽纹章

## 许纳波斯滕铁路邮局

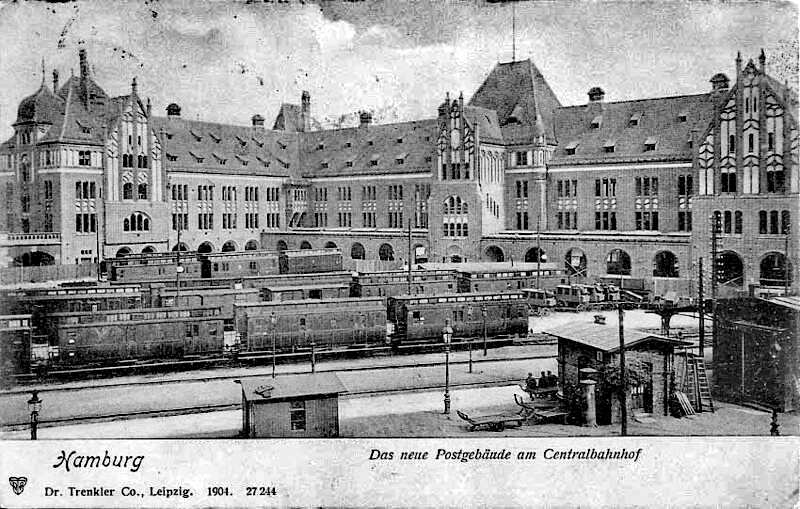
许纳波斯滕邮局（1904年）

在建造新中央车站的同时，邮政车站和许纳波斯滕铁路邮局也开始建设，并于1906年完工。从中央车站向南延伸的多条轨道可直接通往对面的邮政车站大楼，那里共设有十一条装卸轨道和七个带顶篷的装卸平台。大楼的另一侧是位于同名街道上的许纳波斯滕邮局，可与公路运输网络相连。
1924年，最初的三层建筑进行了扩建，包括增加两个完整楼层、两个交错层以及一个平屋顶。1973年，包裹业务被移交至迪布斯泰希车站的包裹邮局处理。1997年5月，德国邮政股份公司终于结束已有148年历史的铁路行邮方式，然后拆除了许纳波斯滕大楼中的轨道及邮政设施。建筑物“地窖层”中轨道设施的拱形开口获得了保留，至今仍清晰可见。自2004年以来，该建筑已被用作汉堡公共图书馆的中央图书馆处所。

## 扩建及改造

### 地堡
自1940/41年以来，在哈赫曼广场（Hachmannplatz）下方的东侧设立了一个可容纳200人的两层地堡设施，其容量在1960年代扩展至大约1700人。西侧同样在1941至1944年间建造了一个三层的地堡设施，以充当石门墙下方的国家铁路地堡，可容纳2460人（至1970年扩大为2702人）。旅客能够通过南吊桥隧道直达这些地堡。

### 关于结构扩建的讨论
长期以来，一直存在有各种调整形式的改进方案以应对不断增长的旅客需求：
- 2008年1月，德国铁路首次提出了在车站大堂向南增建地上建筑的方案。为此，与之相邻的街道石门坝或石门桥应当关闭，以进行搬迁或加盖顶篷。南吊桥也应当拓宽，以创造更多的商店和餐厅空间。

### 厕所设施改装
汉堡火车总站于2009年引入了节水的3.5升马桶。车站地窖则于2012年展开了一个对排泄物进行分离和处理的试点项目。粪便经过与木炭和微生物混合，可转化为黑土。尿液则与微生物混合后分解出有机成分。然后废水会通过纳米过滤器排出。药物也可由此被过滤掉。

### 改建
作为《2030年联邦交通线路规划》工作的一部分，当局对汉堡枢纽范围内各种提高容量和运营质量的措施进行了研究。其目的是增加铁路运输的吸引力和并扩大服务范围。为此，汉堡火车总站安排了在9道旁设立10道新月台的计划。与新长途车站阿尔托纳相关联（例如在汉堡－埃尔姆斯霍恩铁路上）的进一步措施也将进行调研。“火车总站周边的交通调研”结果已于2018年秋季发布。然后，德国铁路还将展开另一项可行性研究。
火车总站的改造计划于2019年1月出台。关于9道月台的基础评估和前期规划的绩效协议也应在2019年签署。2020年1月中旬，当局宣布将从月台至石门坝桥之间建造新楼梯。相应的方案已于2020年1月14日由德国铁路提呈至运输委员会。具体而言，它应是一条涉及3/4、5/6、7/8、11/12和13/14道的新通道。坡度将以简要的楼梯形式构建，因此不设自动扶梯。工程计划于2021年开始。
作为德国钟面的组成部分，联邦政府于2020年初宣布将沿快铁隧道修建联络线。由此火车总站将可腾出快铁轨道3道和4道供长途及区域运输使用。该方案将首先对落实的可能性展开调研。

## 外部連結
- 汉堡火车总站方位图 （页面存档备份，存于）于bahnhof.de (PDF; 0,76 MiB)
- 商店方位图于einkaufsbahnhof.de (火车总站广告协会), 德铁车站及服务
- 火车总站的轨道设施及限速于OpenRailwayMap （页面存档备份，存于）
- 汉堡火车总站漫游大堂 （页面存档备份，存于）（购物中心）